# 克劳斯·滕施泰特
克劳斯·赫尔曼·威廉·滕施泰特（德語：Klaus Hermann Wilhelm Tennstedt，姓氏的德語發音：[ˈtɛnʃtɛt]；1926年6月6日—1998年1月11日），德国指挥家。滕斯泰特以其对德奥曲目的诠释而闻名，他被广泛认为是20世纪末最伟大和最有影响力的指挥家之一。他曾与瑞典广播交响乐团、NDR交响乐团、柏林爱乐乐团等世界顶级乐团合作，最引人注目的是伦敦爱乐乐团，他与该乐团关系密切，并在EMI厂牌下录制了许多著名的唱片，包括马勒的10部交响曲。

## 生平
滕施泰特生于梅泽堡，父亲是小提琴家赫尔曼·滕施泰特（Hermann Tennstedt），母亲是阿格尼丝·斯坦梅茨（Agnes Steinmetz）。由父亲作为他的第一任老师，滕施泰特6岁开始学钢琴，10岁时学会了小提琴。
16岁进入莱比锡音樂學院跟从瓦尔特·戴维松学习小提琴，跟安东·罗登（Anton Rohden）学习钢琴和音乐理论。在纳粹时代，他加入了巴洛克管弦乐队，从而避免了服兵役。22岁时在哈雷歌剧院管弦乐团担任首席小提琴，但手指受伤结束了他的小提琴演奏生涯，1952年成为首席指挥。1954年开始在开姆尼茨城市剧院担任指挥，1958年开始在德累斯顿，1962年至1971在什未林担任艺术总监。他多次在前苏联及东欧担任客座指挥。
1971年他从东德移民，在瑞典获得庇护。1972年成为基尔歌剧院的艺术总监。1974年，作为指挥跟多伦多交响乐团签下了5年的合同，这成为他蜚声国际的开始。1979－1981年任NDR交响乐团首席指挥。1979－1982年任明尼苏达管弦乐团首席客座指挥。
1977 年，他首次与伦敦爱乐乐团合作，1980年被任命为首席客座指挥，并于1983年担任首席指挥。由于健康不佳，他于1987年辞职，但后来被任命为桂冠指挥
在医生的建议下，他于1994年10月完全停止指挥。他最后一次指挥是在1994年6月，在牛津大学排练一个学生管弦乐队，几天后他还获得了牛津大学名誉博士学位。
1978年，坦斯泰特成为他这一代中第一位指挥以色列爱乐乐团的德国指挥家，在此之前，以色列爱乐乐团一直抵制德国指挥家，因为认为他们与纳粹政权有联系。
作为指挥，滕施泰特偏爱布鲁克纳，瓦格纳以及马勒的作品。他的著名唱片包括马勒的交响曲全集，他的多场音乐会演出也制成CD已重新发行。
滕施泰特1998年因喉头溃疡逝世。

## 外部連結
- 克劳斯·滕施泰特的Discogs页面（英文）
- 唱片目录